# Prospalta albinotata
Prospalta albinotata är en fjärilsart som beskrevs av Louis Beethoven Prout 1928. Prospalta albinotata ingår i släktet Prospalta och familjen nattflyn. Inga underarter finns listade i Catalogue of Life.